# You & I (Forever)
You & I (Forever) – trzeci singel angielskiej wokalistki Jessie Ware promujący jej drugi album pt. Tough Love. Na płycie długogrającej piosenka jest 2. z kolei.

## Notowania

### Media polskie
- London Top 20 (Polish Radio London): 12[2]
- SLiP: 22[3]